# Thalassodes leucospilota
Thalassodes leucospilota är en fjärilsart som beskrevs av Moore 1887. Thalassodes leucospilota ingår i släktet Thalassodes och familjen mätare. Inga underarter finns listade i Catalogue of Life.